# Датэ, Дзиитиро
Дзиитиро Датэ (яп. 伊達 治一郎 Датэ Дзиитиро:,  6 января 1952 — 20 февраля 2018), префектура Оита, Япония) — японский борец вольного и греко-римского стилей, чемпион Олимпийских игр, призёр чемпионата мира, обладатель Кубка мира.

## Биография
На Летних Олимпийских играх 1972 года в Мюнхене боролся по греко-римской борьбе в категории до 74 килограммов (полусредний вес). Выбывание из турнира проходило по мере накопления штрафных баллов. За чистую победу штрафные баллы не начислялись, за победу за явным преимуществом начислялось 0,5 штрафных балла, за победу по очкам — 1 штрафной балл, за ничью — 2 или 2,5 штрафных балла, за поражение по очкам — 3 штрафных балла, поражение за явным преимуществом — 3,5 штрафных балла, чистое поражение — 4 штрафных балла. Если борец набирал 6 или более штрафных баллов, он выбывал из турнира. Титул оспаривали 20 человек. Проиграв две из трёх схваток, Дзиитиро Датэ из турнира выбыл. 
| Круг | Соперник              | Страна    | Результат | Основание                   | Время схватки |
| ---- | --------------------- | --------- | --------- | --------------------------- | ------------- |
| 1    | Миклош Хегедюш        | Венгрия   | Победа    | Туше (0 штрафных баллов)    | 8:36          |
| 2    | Станислав Кржешинский | Польша    | Поражение | По очкам (3 штрафных балла) |               |
| 3    | Момир Кечман          | Югославия | Поражение | Туше (0 штрафных баллов)    | 8:31          |

На Летних Олимпийских играх 1976 года в Монреале уже по вольной борьбе в категории до 74 килограммов (полусредний вес). Регламент турнира незначительно изменился: за чистую победу или победу с явным преимуществом в 12 баллов и более штрафные баллы не начислялись, за чистое поражение или поражение за явным преимуществом в 12 баллов и более начислялось 4 штрафных балла. Титул оспаривал 21 спортсмен. Аналогично соотечественнику, выступавшему в наилегчайшом весе Юдзи Такаде, Дзиитиро Датэ совершенно безжалостно расправился со своими соперниками, выиграв шесть схваток подряд чисто, и лишь во второй финальной схватке победил американского борца Стэна Дзидзича по очкам, став безоговорочным чемпионом Олимпиады. На все семь схваток ему потребовалось 22 минуты 49 секунд
| Круг              | Соперник         | Страна                                | Результат | Основание                | Время схватки |
| ----------------- | ---------------- | ------------------------------------- | --------- | ------------------------ | ------------- |
| 1                 | Деннис Херрик    | Пуэрто-Рико                           | Победа    | Туше (0 штрафных баллов) | 1:41          |
| 2                 | Зеведжиин Дювчин | Монголия                              | Победа    | Туше (0 штрафных баллов) | 1:39          |
| 3                 | Фред Хемпель     | Германская Демократическая Республика | Победа    | Туше (0 штрафных баллов) | 7:03          |
| 4                 | Ю Джэ Гвон       | Республика Корея                      | Победа    | Туше (0 штрафных баллов) | 2:13          |
| 5                 | Марин Пырчалабу  | Румыния                               | Победа    | Туше (0 штрафных баллов) | 4:06          |
| Финал (встреча 1) | Мансур Барзегар  | Иран                                  | Победа    | Туше (0 штрафных баллов) | 6:07          |
| Финал (встреча 2) | Стэн Дзидзич     | Соединённые Штаты Америки             | Победа    | 10-5                     |               |

Краткая характеристика Дзиитиро Датэ, подготовленная советским тренерским штабом. 

 Это борец плотного телосложения, имеет средний рост, выносливый, активный. Любимый прием — перевод нырком захватом за правую ногу. Захватив бедро двумя руками, старается перевести соперника в партер, иногда ловит момент для захвата разноименной руки под плечо, чтобы выполнить бросок мельницей. Выполняет переводы захватом за левую ногу и рывком за руку. Уверенно чувствует себя в захвате, вяжет то левую, то правую руку. Захват головы сверху использует для выполнения рывковых движений в целях выведения противника из равновесия. Хорошо защищается от захвата ног, отбрасывая их назад и сковывая противника за голову сверху. При этом старается зайти ему назад. В партере отлично выполняет переворот обратным захватом дальнего бедра. Функционально подготовлен хорошо. Имеет высокую мышечную чувствительность, уравновешен, борется в высоком темпе до конца схватки.
Отличная силовая подготовка мышечных групп плечевого пояса, спины и ног позволяет ему качественно выполнять броски наклоном и добиваться высокого процента чистых побед. — 
В 1978 году оставил карьеру, перешёл на тренерскую работу. Стал первым иностранным тренером в Университете Оклахомы. В 1980 году был представителем Японии на Летних Олимпийских играх 1980 года, где команда Японии не принимала участия. С 1982 года тренер сборной Канады, с 1983 года тренер сборной США, тренер сборной Японии на Летних Олимпийских играх 1988 года и Летних Олимпийских играх 1992 года.
Окончил университет Кокусикан, с 1981 года по 1989 год являлся преподавателем в том же университете, затем стал доцентом. Потом продолжал карьеру преподавателя, консультировал и выступал по всему миру с лекциями о лидерстве. В 2011 году назначен членом Совета директоров компании Earth Dragon Resources, Inc. 

## Видео
- Олимпийские игры 1976, вольная борьба, 74 кг: Мансур Барзегар (Иран) - Дзиитиро Датэ (Япония)
- Олимпийские игры 1976, вольная борьба, 74 кг: Дзиитиро Датэ (Япония) - Стэн Дзидзич (США)